# Ajbak (miasto)
Ajbak (pers. ‏ایبک‎) – miasto w północnym Afganistanie. Jest stolicą wilajetu Samangan. Według danych z 2021 roku, zamieszkane przez prawie 121 tys. mieszkańców.
9 sierpnia 2021 miasto zajęli bez oporu Talibowie.